# Тимакин, Евгений Михайлович
Евгений Михайлович Тимакин (1916—2004) — советский и российский пианист, музыкальный педагог.
Окончил Московскую консерваторию, ученик Константина Игумнова.
Известен преимущественно многолетней педагогической деятельностью в Московской консерватории и Центральной музыкальной школе. Среди учеников Тимакина — Михаил Плетнёв, Иво Погорелич, Екатерина Новицкая, Александр Могилевский, Сергей Мусаелян, Ольга Керн и многие другие. «Великим учителем» назвал Тимакина ещё один его ученик, Владимир Фельцман.
Свой педагогический опыт Тимакин обобщил в книге «Воспитание пианиста» (М.: Советский композитор, 1989), ценное дополнение к которой — глава в сборнике интервью А. Хитрука «Одиннадцать взглядов на фортепианное искусство» (М.: Классика XXI, 2007).